# Slaget om Ardennerna
Slaget om Ardennerna var ett fältslag i första världskrigets inledning, 21-23 augusti 1914, och var en del av slaget om gränserna. Det skall inte förväxlas med  Ardenneroffensiven under andra världskriget.